# Hughes (Alaska)
Hughes ist ein Ort mit dem Status einer City in der Yukon-Koyukuk Census Area in Alaska. Das U.S. Census Bureau hatte bei der Volkszählung 2020 eine Einwohnerzahl von 85 ermittelt.

## Geographie
Hughes befindet sich im Alaska Interior im zentralen Nordwesten von Alaska. Der Ort liegt am linken, östlichen Flussufer des Koyukuk River, ein Nebenfluss des Yukon River. Der Ort liegt auf einer Höhe von 147 m 330 km westnordwestlich von Fairbanks. Am Koyukuk River befindet sich flussaufwärts, 90 km nordöstlich von Hughes, der Ort Allakaket. Flussabwärts ist der nächste Ort das 104 km westsüdwestlich gelegene Huslia. Hughes besitzt einen Flugplatz.

## Geschichte
Das Dorf wurde 1910 als eine Anlegestelle für Flussboote gegründet. Der Ort diente auch als Versorgungshafen für die „Indian diggings“. Er wurde nach Charles Evans Hughes (1862–1948), Gouverneur von New York, benannt. Das Dorf florierte bis 1915, als das Gold am Indian River versiegte. Ein Laden blieb bestehen und die Stadt entwickelte sich zu einem Dorf der Koyukuk-Indianer. 1914 wurde ein Postamt eröffnet, das 1916 geschlossen wurde und 1942 wieder eröffnet wurde. 1973 erhielt Hughes den Status einer City.

## Demografie
Zum Zeitpunkt der Volkszählung im Jahre 2020 (U.S. Census 2020) hatte Hughes 85 Einwohner auf einer Landfläche von 7,87 km². Von den Einwohnern waren 4 weiß sowie 91 amerikanisch-indianischer Abstammung.
Beim Zensus im Jahr 2000 wurden 78 Einwohner gezählt, 2010 waren es 77.